# Holomitrium cylindraceum
Holomitrium cylindraceum är en bladmossart som beskrevs av Roelof J.van der Wijk och Margadant 1960. Holomitrium cylindraceum ingår i släktet Holomitrium och familjen Dicranaceae. Inga underarter finns listade i Catalogue of Life.